# Liste von Söhnen und Töchtern der Stadt Tscheljabinsk
Dies ist eine Liste bekannter Personen, die in Tscheljabinsk, Russland geboren wurden. Ob sie im Weiteren in Tscheljabinsk gewirkt haben, ist ohne Belang. Die Liste erhebt keinen Anspruch auf Vollständigkeit.

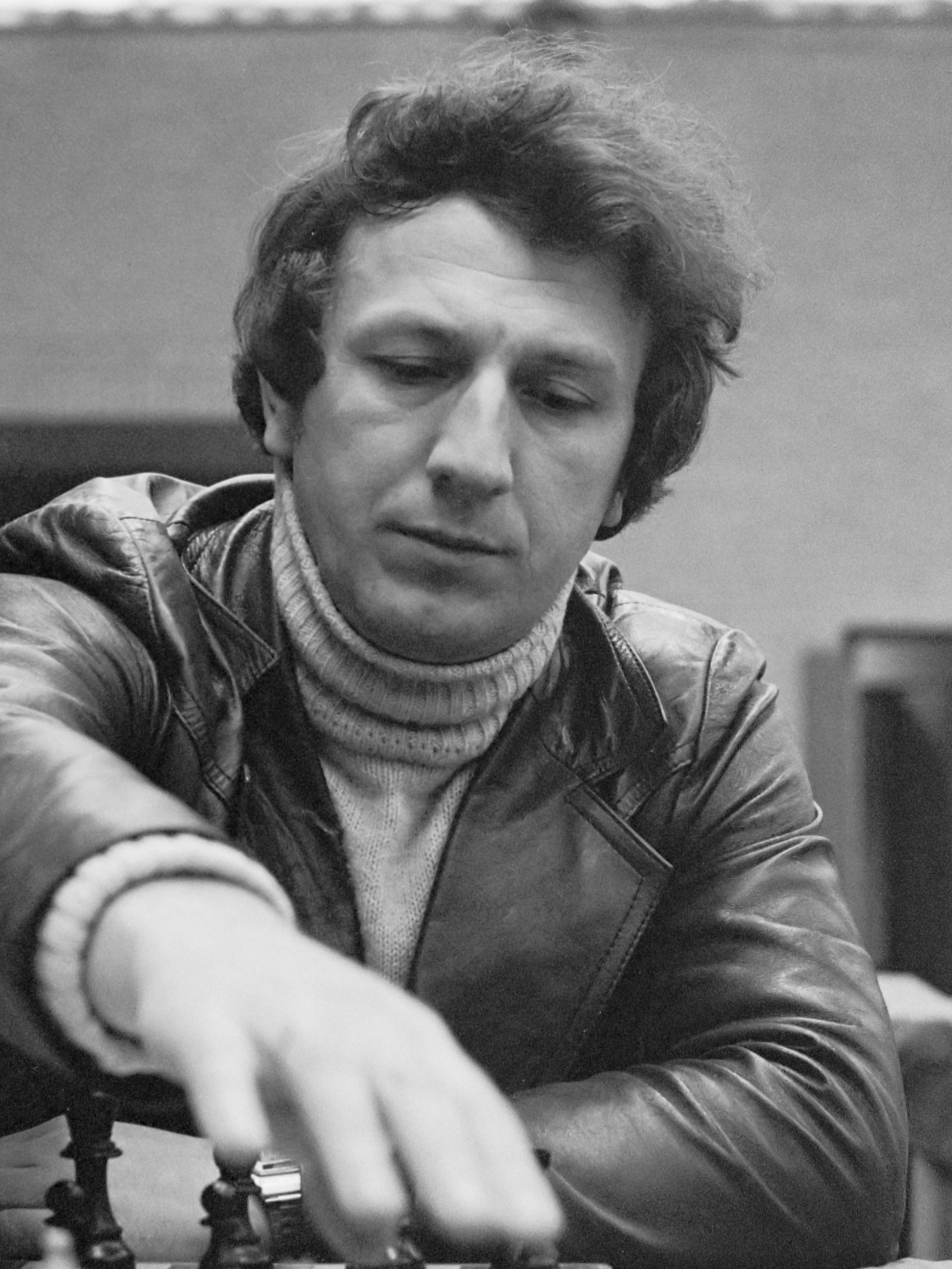
Jewgeni Sweschnikow
(* 1950)

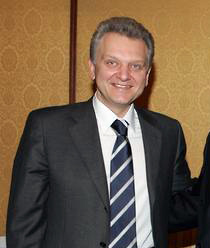
Wiktor Christenko
(* 1957)

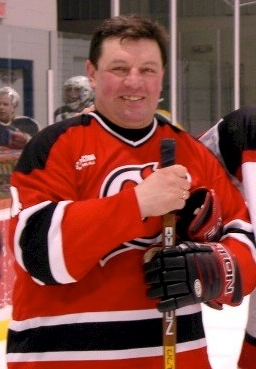
Sergei Starikow
(* 1958)

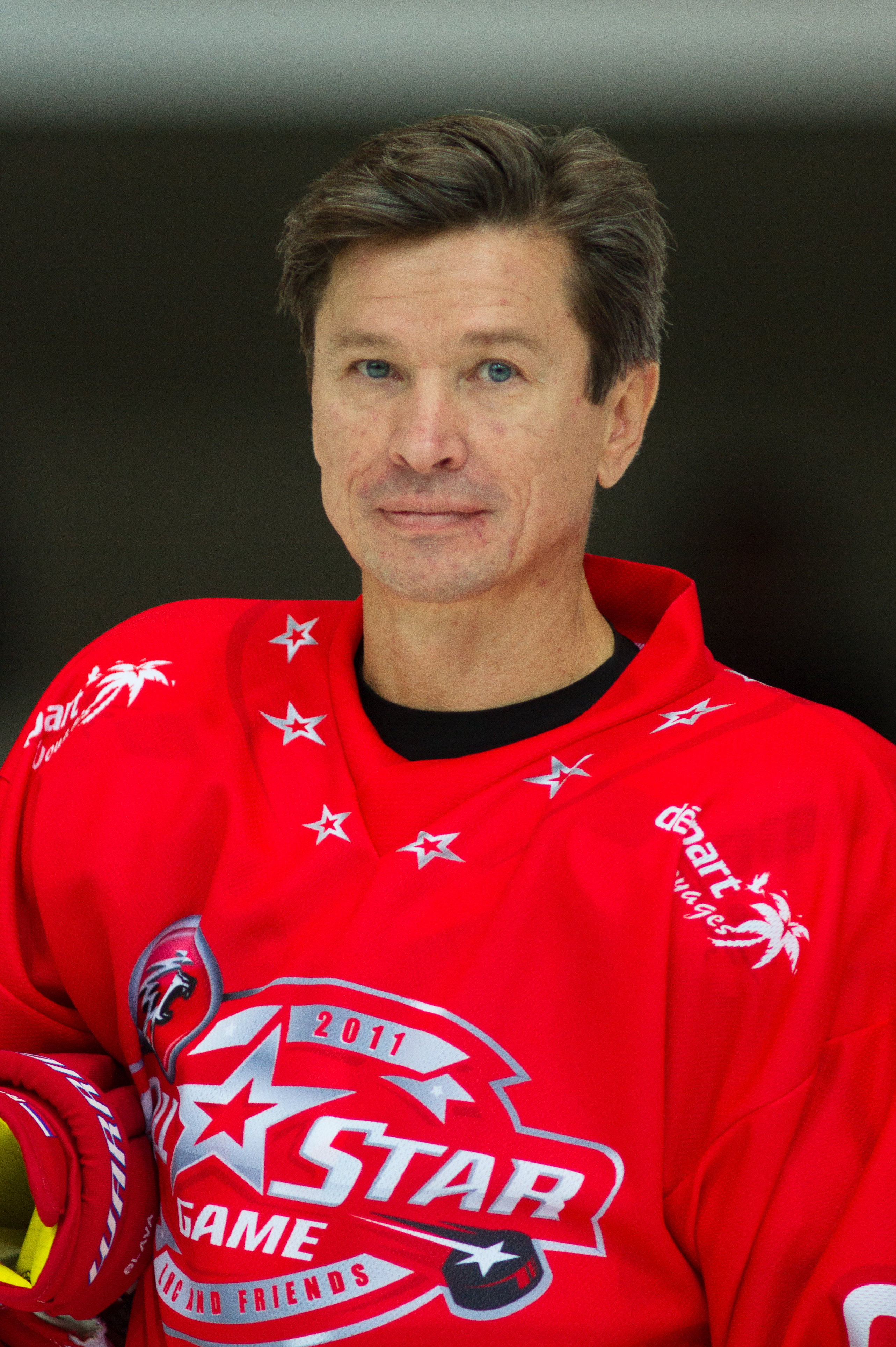
Wjatscheslaw Bykow
(* 1960)

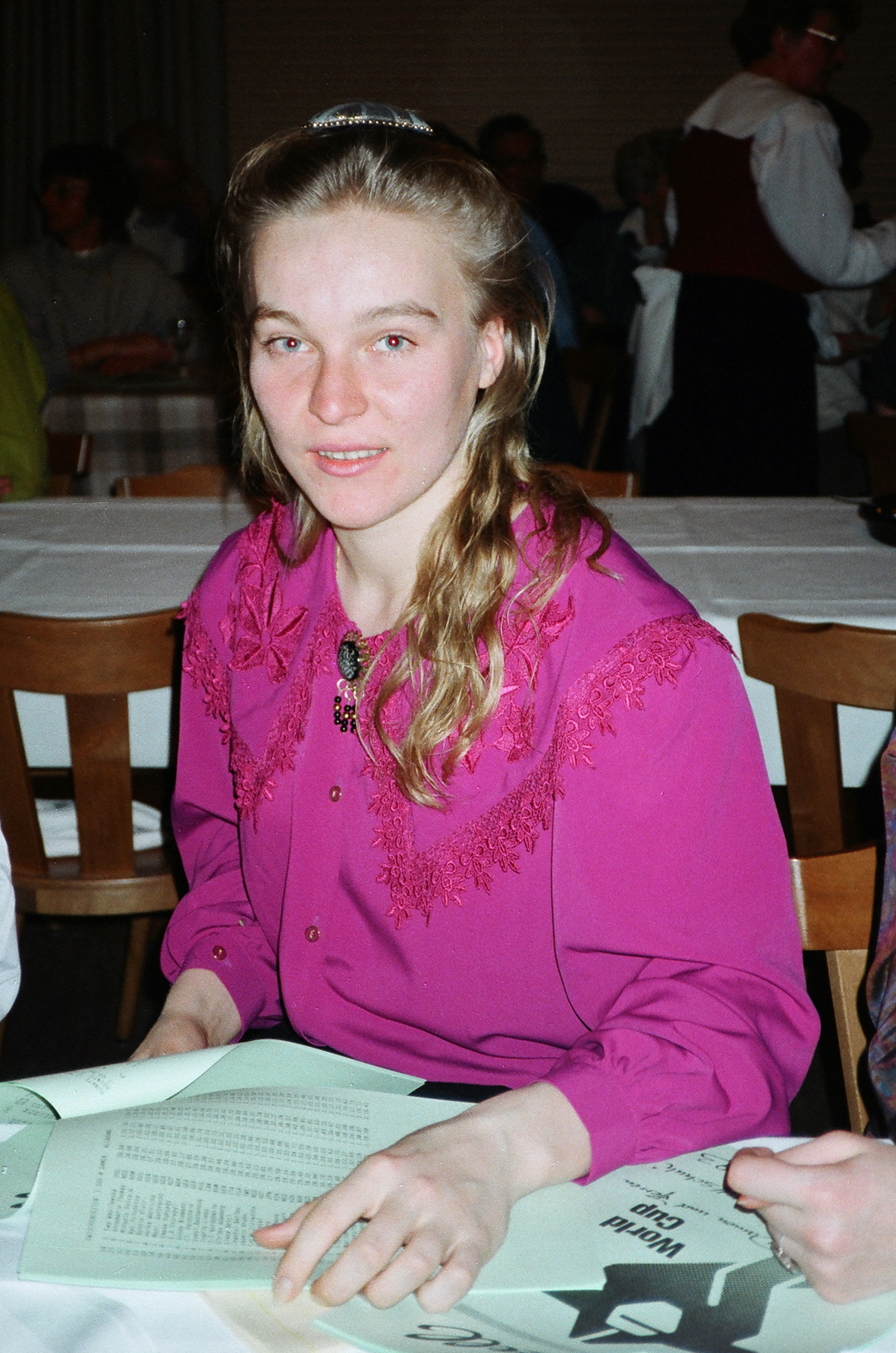
Swetlana Baschanowa
(* 1972)

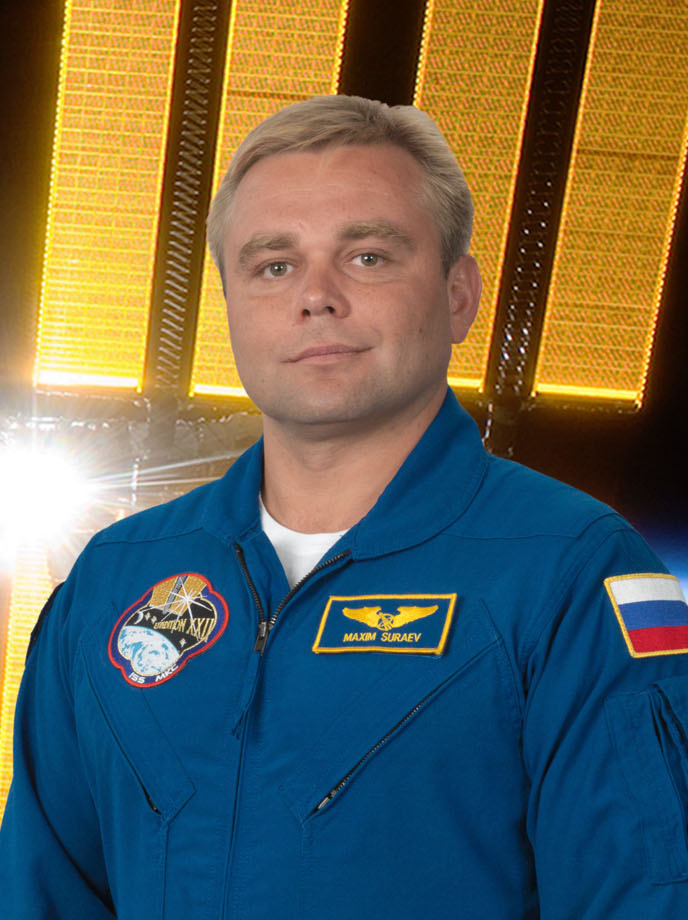
Maxim Surajew
(* 1972)

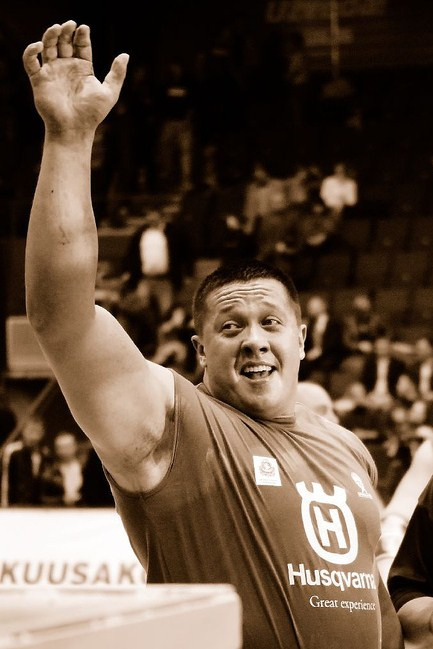
Michail Kokljajew
(* 1978)

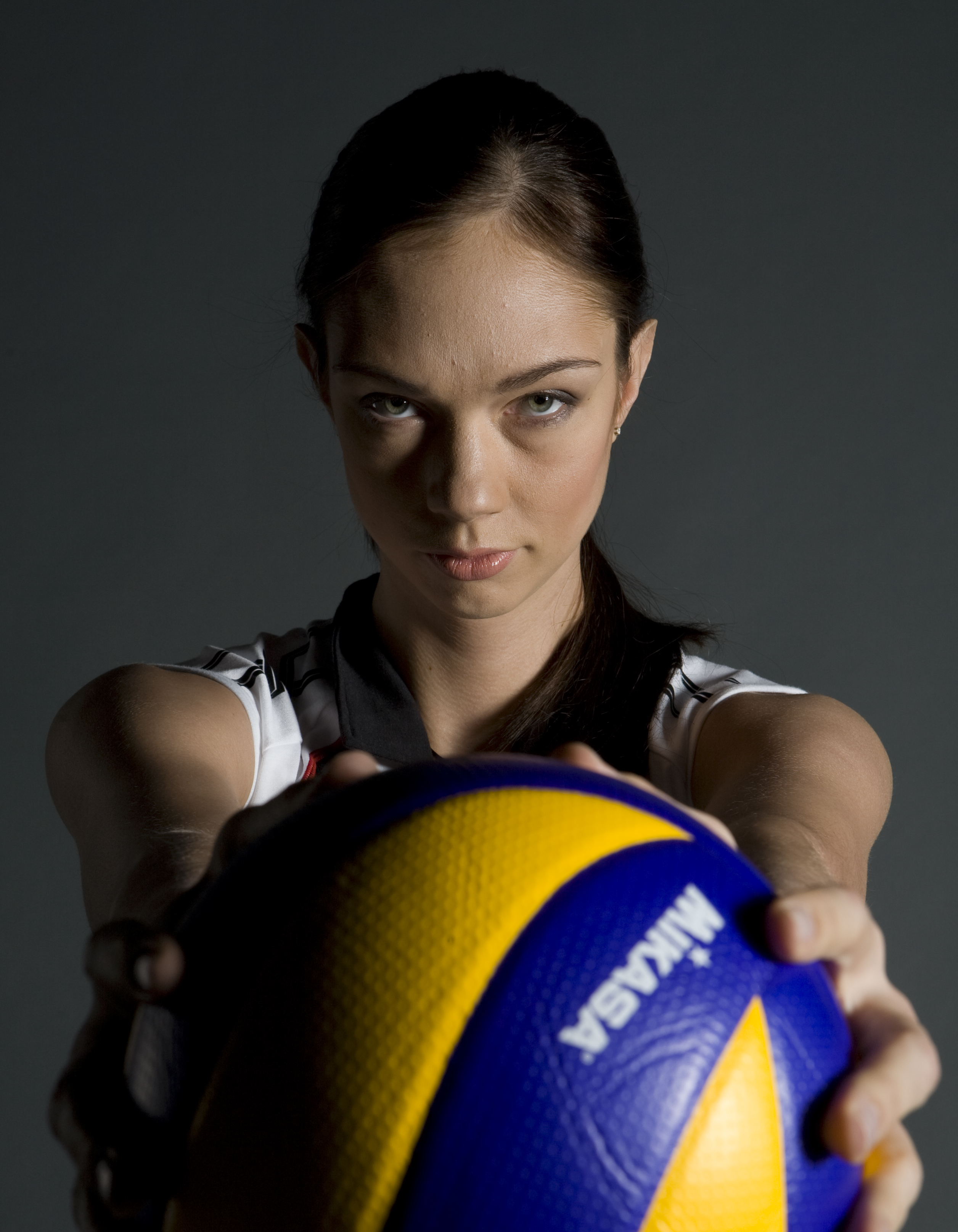
Jekaterina Gamowa
(* 1980)

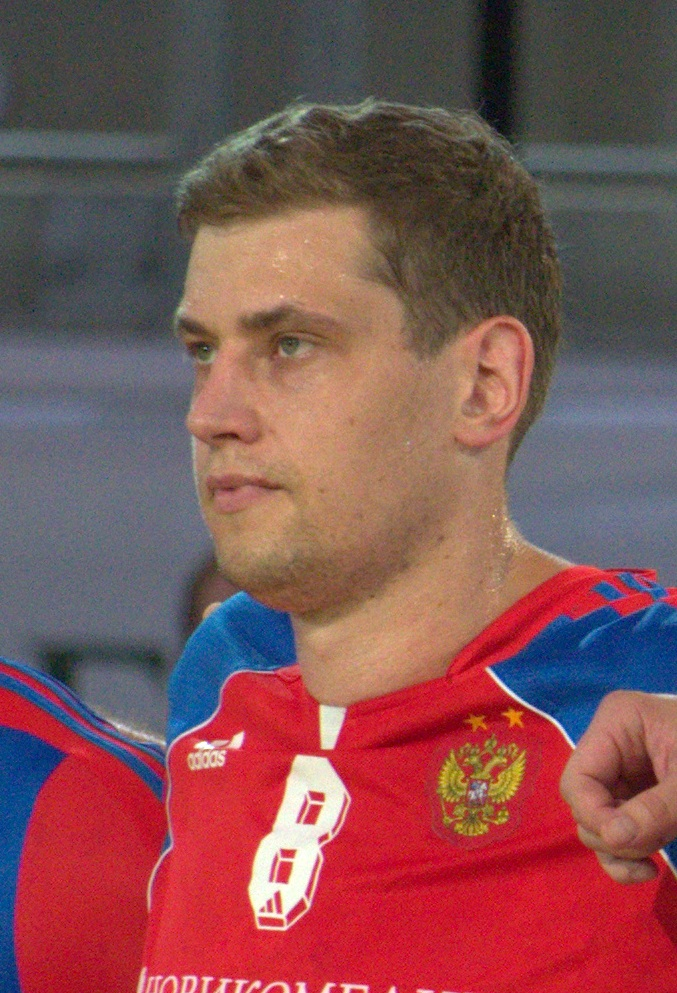
Jegor Jewdokimow
(* 1982)

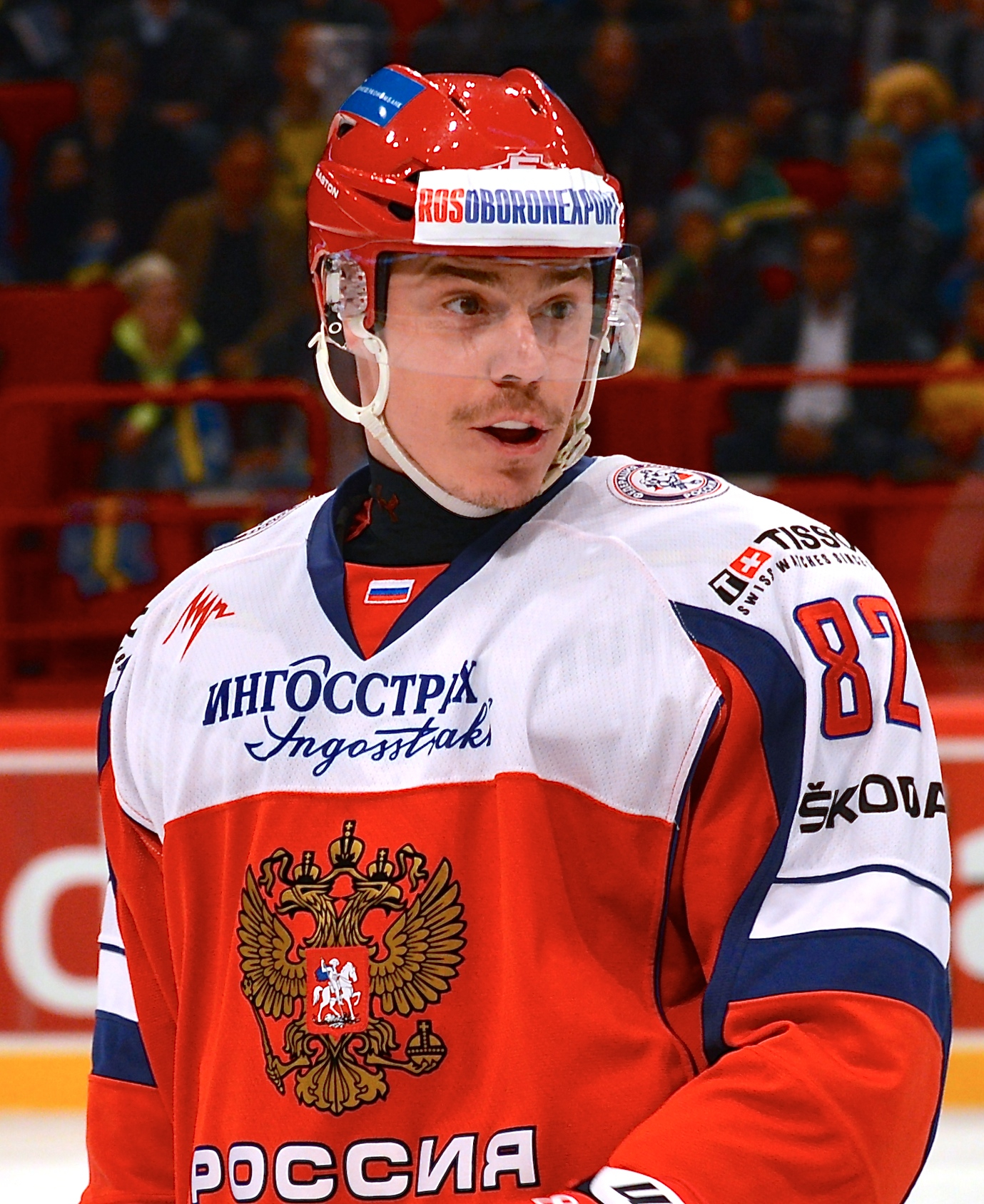
Jewgeni Medwedew
(* 1982)

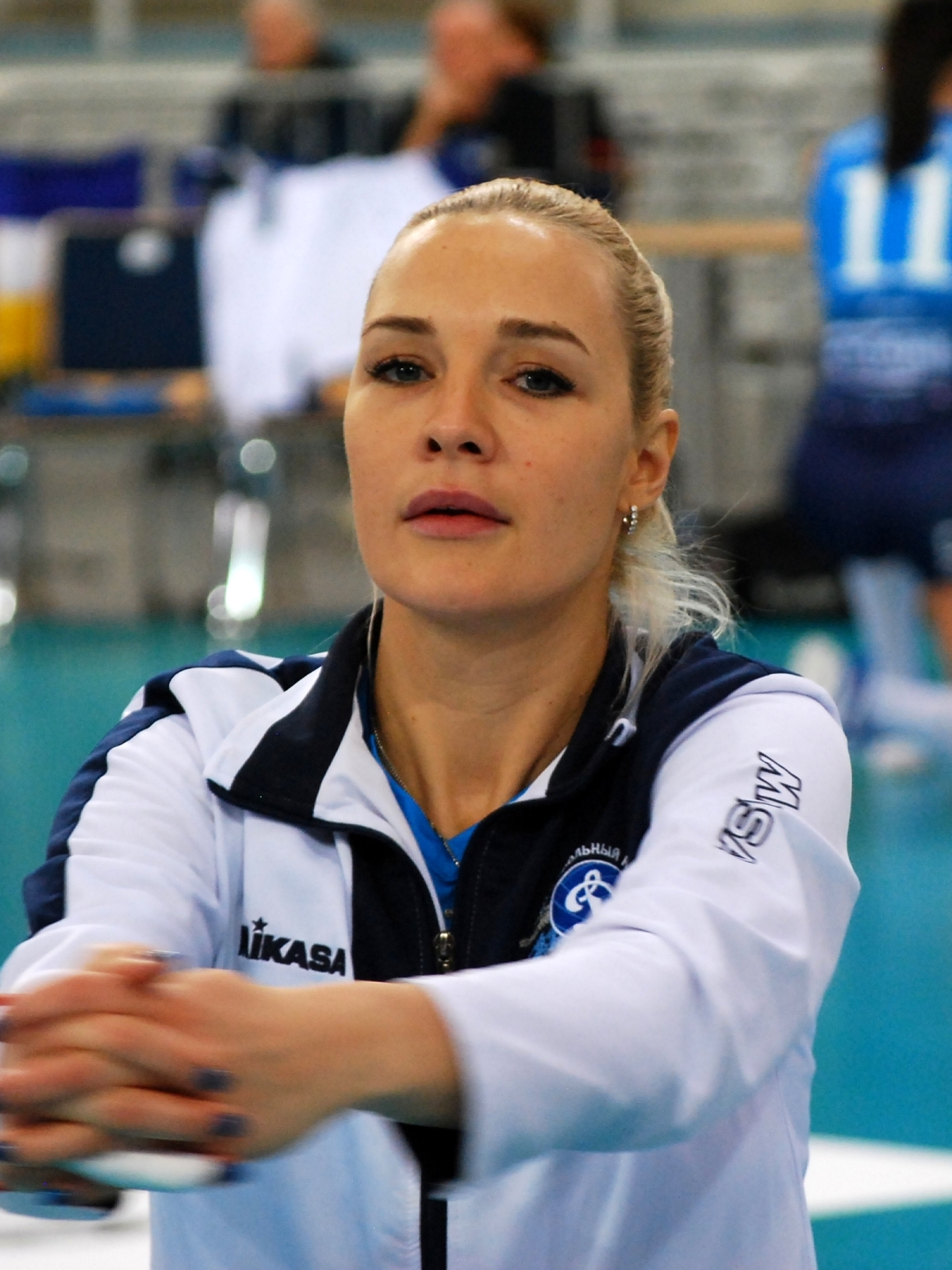
Julija Morosowa
(* 1985)

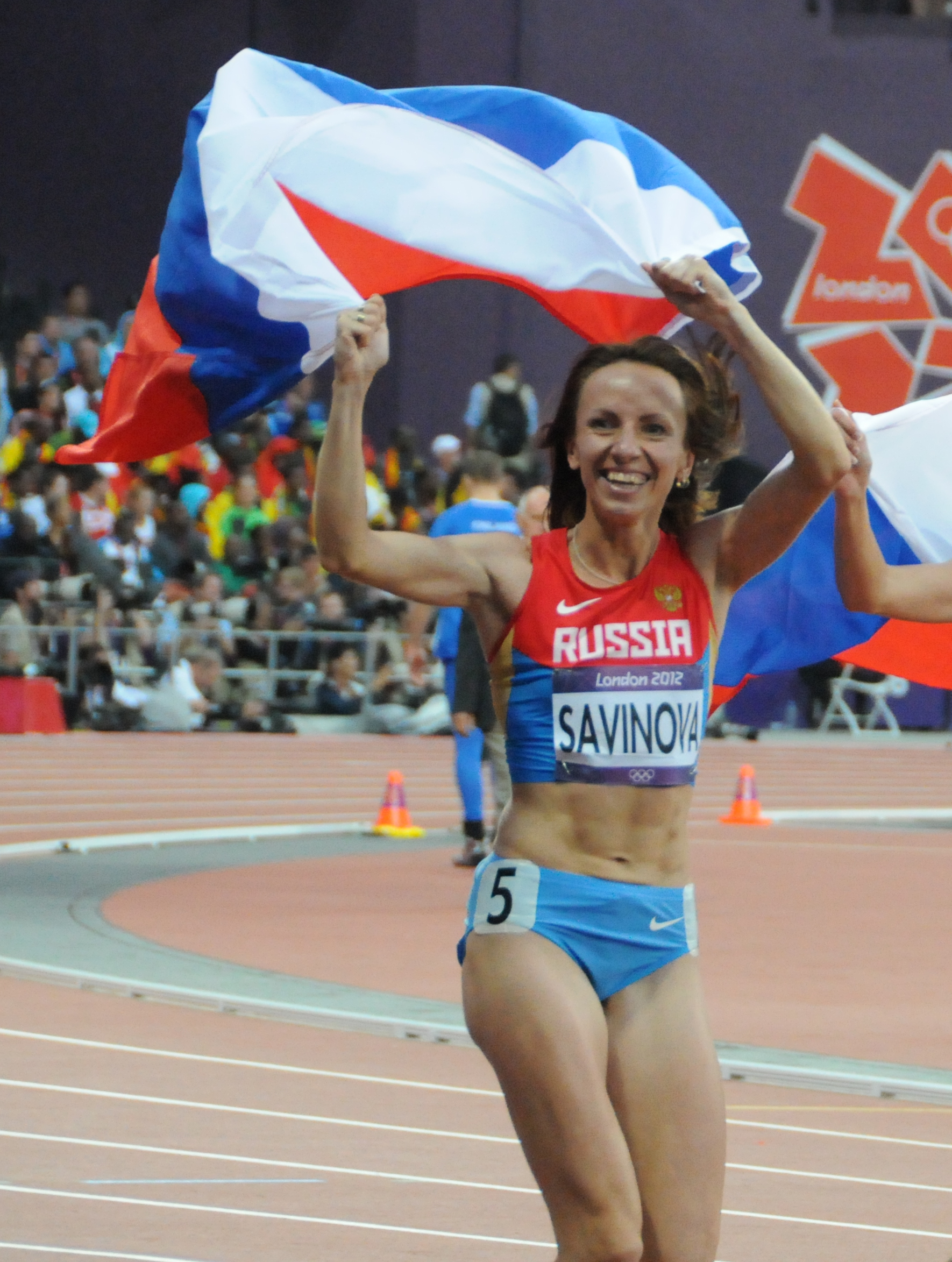
Marija Sawinowa
(* 1985)

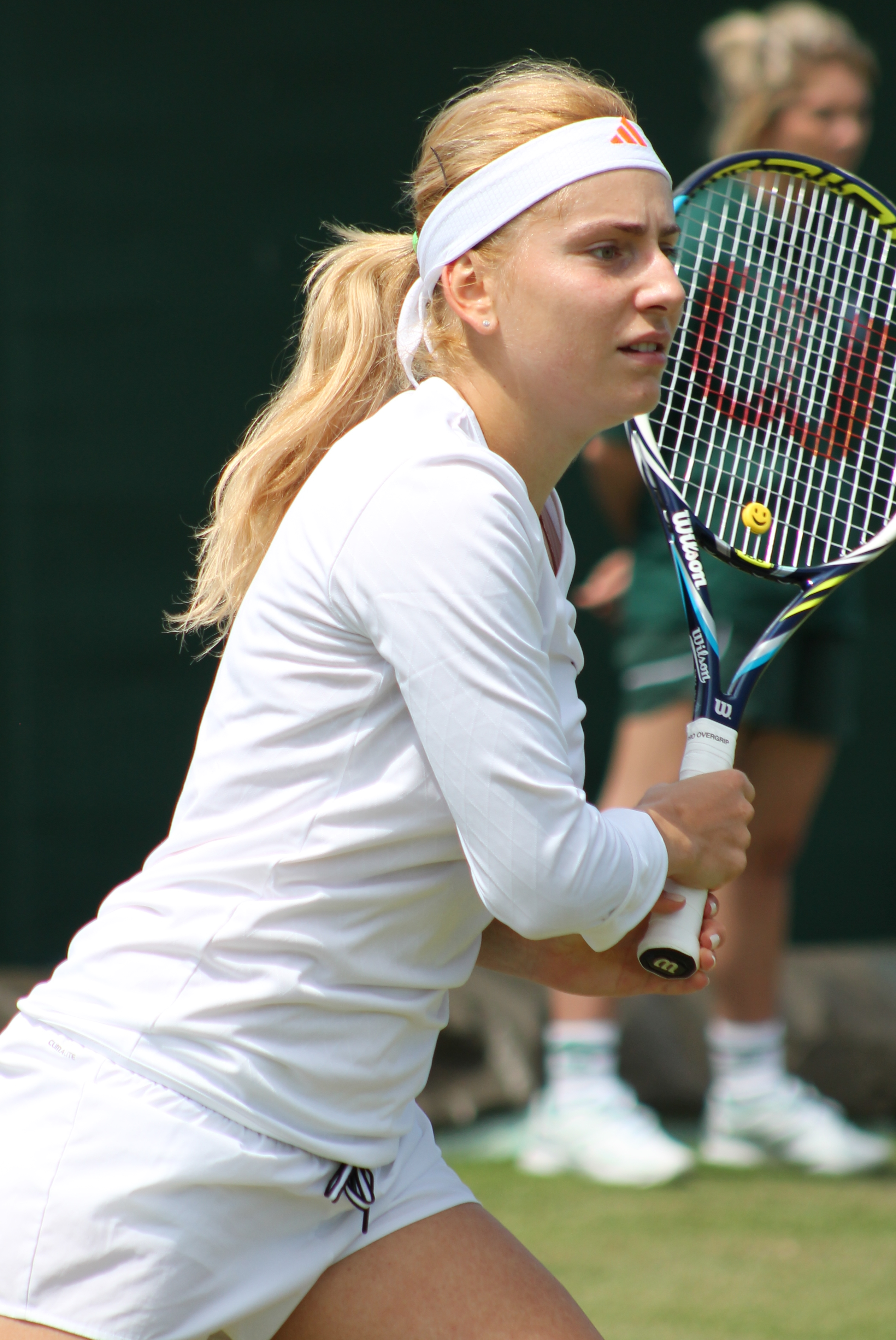
Xenia Perwak
(* 1991)

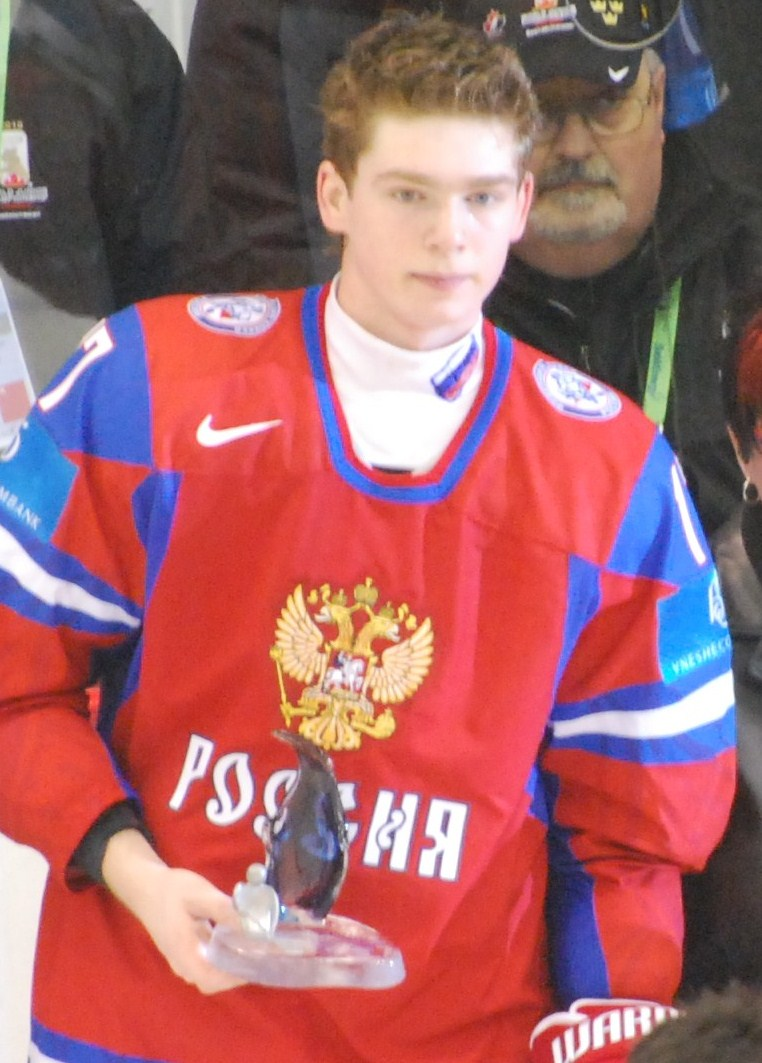
Jewgeni Kusnezow
(* 1992)

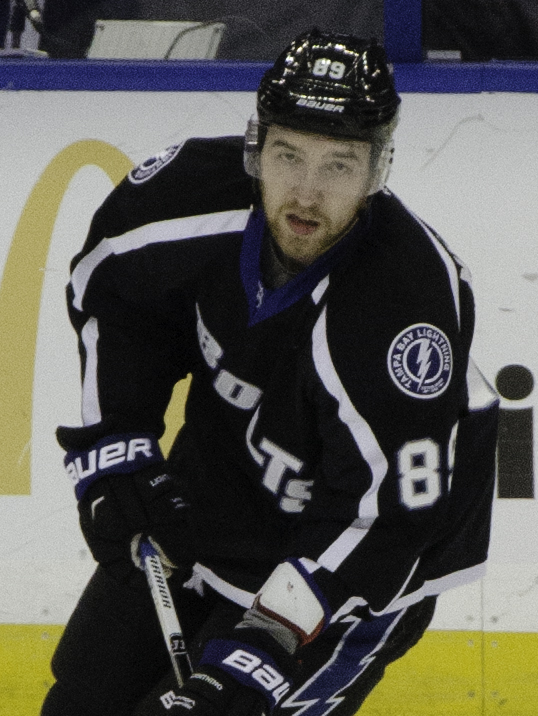
Nikita Nesterow
(* 1993)

## 19. Jahrhundert

### 1801–1900
- Hippolit Krascheninnikow (1884–1947), Botaniker und Geograph[1][2]
- Solomon Jelkin (1888–1918), Bolschewik und Revolutionär[3]

## 20. Jahrhundert

### 1901–1950
- Wladimir Bogatkin (1903–1956), Generalleutnant[4]
- Esphyr Slobodkina (1908–2002), russisch-US-amerikanische Künstlerin und Kinderbuchautorin
- Jewgeni Alexandrow (1917–2007), Architekt und Hochschullehrer
- Wladimir Loschtschilow (1932–1999), Leichtathlet[5]
- Tatjana Sidorowa (* 1936), Eisschnellläuferin
- Alexei Kusnezow (* 1941), Jazzgitarrist, Komponist und Arrangeur
- Eduard Sibirjakow (1941–2004), Volleyballballspieler
- Gennadi Samossedenko (1942–2022), Springreiter
- Gennadi Zygurow (1942–2016), Eishockeyspieler und -trainer
- Anatoli Kroll (* 1943), Pianist, Bandleader und Komponist
- Wera Popkowa (1943–2011), Sprinterin
- Käte Niederkirchner (1944–2019), deutsche Politikerin (SED und PDS) und Kinderärztin
- Anna Sablina (* 1945), Eisschnellläuferin
- Galina Starowojtowa (1946–1998), Menschenrechtsaktivistin, Ethnologin und Politikerin
- Gennadij Timoščenko (* 1949), slowakischer Schachmeister und -trainer mit russischen Wurzeln
- Jewgeni Sweschnikow (1950–2021), Schachgroßmeister und -theoretiker

### 1951–1960
- Alexander Woronin (1951–1992), Gewichtheber und Olympiasieger (1976)
- Sergei Babinow (* 1955), Eishockeyspieler
- Wiktor Christenko (* 1957), Politiker
- Wladimir Golowljow (1957–2002), Politiker
- Wladimir Markelow (1957–2023), Turner
- Nelli Rokita (* 1957), polnische Politikerin
- Sergei Makarow (* 1958), Eishockeyspieler und Mitglied der IIHF Hall of Fame
- Sergei Mylnikow (1958–2017), Eishockeytorwart
- Sergei Starikow (* 1958), Eishockeyspieler
- Alexander Tyschnych (* 1958), Eishockeytorwart
- Wjatscheslaw Bykow (* 1960), Eishockeyspieler und Trainer der russischen Eishockeynationalmannschaft

### 1961–1970
- Anna Brodskaja-Bomke (* 1962), deutsche Schauspielerin und Fernsehreporterin
- Sergejs Čudinovs (* 1962), sowjetischer und deutsch-lettischer Eishockeyspieler und -trainer
- Natalja Meljochina (1962–2024), Radrennfahrerin
- Alexander Scharow (* 1964), Politiker
- Andrei Sujew (* 1964), Eishockeytorwart und -trainer
- Jewgeni Dawydow (* 1967), Eishockeyspieler
- Waleri Iwannikow (* 1967), Eishockeytorwart und -trainer
- Wadim Browzew (1969–2024), Politiker
- Swetlana Gundarenko (* 1969), Judoka
- Alina Iwanowa (* 1969), Leichtathletin
- Waleri Nikulin (* 1969), Eishockeyspieler
- Jewgeni Beloussow (* 1970), Amateurboxer im Superschwergewicht
- Sergei Gomoljako (* 1970), Eishockeyspieler
- Jelena Jelessina (* 1970), Hochspringerin und Olympiasiegerin
- Andrei Kudinow (* 1970), Eishockeyspieler
- Rischat Schafikow (* 1970), Leichtathlet
- Leo Stefan (* 1970), russisch-deutscher Eishockeyspieler
- Sergei Tertyschny (* 1970), Eishockeyspieler

### 1971–1980

#### 1971–1975
- Oleg Dawydow (* 1971), Eishockeyspieler
- Alexei Franzusow (* 1971), Handballspieler
- Waleri Karpow (1971–2014), Eishockeyspieler
- Vladimir S. Matveev (* 1971), Mathematiker
- Andrei Saposchnikow (* 1971), Eishockeyspieler
- Igor Warizki (* 1971), Eishockeyspieler
- Swetlana Baschanowa (* 1972), Eisschnellläuferin
- Alexander Golz (* 1972), deutsch-russischer Eishockeyspieler
- Artjom Kopot (1972–1992), Eishockeyspieler
- Jewgeni Roschal (* 1972), Programmierer
- Maxim Surajew (* 1972), Kosmonaut
- Lera Auerbach (* 1973), Komponistin, Pianistin und Autorin
- Natalja Sokolowa (* 1973), Biathletin
- Boris Tortunow (* 1973), Eishockeytorwart
- Alexandra Westmeier (* 1973), russisch-deutsche Dokumentarfilmerin
- Maxim Bez (* 1974), Eishockeyspieler
- Evgueni Galperine (* 1974), französisch-russischer Filmkomponist
- Sergei Gontschar (* 1974), Eishockeyspieler
- Andrej Mesin (* 1974), belarussisch-russischer Eishockeytorwart
- Andrei Nasarow (* 1974), Eishockeyspieler und -trainer
- Kostjantyn Rurak (* 1974), ukrainischer Sprinter
- Alexander Boikow (* 1975), Eishockeyspieler
- Jewgeni Galkin (* 1975), Eishockeyspieler
- Witali Jatschmenjow (* 1975), Eishockeyspieler und -trainer
- Sergei Smirnow (* 1975), Basketballspieler

#### 1976–1980
- Jewgeni Chazei (1976–2023), Eishockeyspieler
- Jewgeni Luschnikow (* 1976), Handballspieler
- Dmitri Tertyschny (1976–1999), Eishockeyspieler
- Stanislav Güntner (* 1977), deutscher Filmregisseur und Drehbuchautor
- Alexei Tertyschny (* 1977), Eishockeyspieler
- Konstantin Ischenko (* 1978), Musiker
- Swetlana Kaikan (* 1978), Eisschnellläuferin
- Michail Kokljajew (* 1978), Strongman und Gewichtheber
- Anastassija Kodirowa (* 1979), Volleyballspielerin
- Staņislavs Olijars (* 1979), lettischer Leichtathlet
- Jekaterina Gamowa (* 1980), Volleyballspielerin
- Dmitri Kalinin (* 1980), Eishockeyspieler
- Konstantin Panow (* 1980), Eishockeyspieler
- Darja Safonowa (* 1980), Leichtathletin
- Alexei Sawaruchin (* 1980), Eishockeyspieler

### 1981–1990

#### 1981–1985
- Danis Saripow (* 1981), Eishockeyspieler
- Iwan Sawin (* 1981), Eishockeyspieler
- Nikita Afanasjew (* 1982), deutscher Autor und Journalist russischer Herkunft
- Jegor Jewdokimow (* 1982), Handballspieler
- Jewgeni Medwedew (* 1982), Eishockeyspieler
- Sergei Mylnikow (* 1982), Eishockeytorwart
- Eugen Spiridonov (* 1982), russischstämmiger deutscher Kunstturner
- Larissa Fuchs (* 1983), deutsch-russische Schauspielerin
- Georgi Gelaschwili (* 1983), Eishockeytorwart
- Alexei Kaigorodow (* 1983), Eishockeyspieler
- Kirill Kolzow (* 1983), Eishockeyspieler
- Jewgenija Prozenko (* 1983), Wasserballspielerin
- Stanislaw Tschistow (* 1983), Eishockeyspieler
- Nikolaus Haufler (* 1984), deutscher Politiker (CDU)
- Tatjana Jerochina (* 1984), Handballspielerin
- Alexander Schinin (* 1984), Eishockeyspieler
- Pawel Woroschnin (* 1984), Eishockeyspieler
- Igor Bogoljubski (* 1985), Eisschnellläufer
- Juri Kokscharow (* 1985), Eishockeyspieler
- Igor Kurnossow (1985–2013), Schachgroßmeister
- Julija Morosowa (* 1985), Volleyballspielerin
- Marija Sawinowa (* 1985), Leichtathletin
- Grigori Schafigulin (* 1985), Eishockeyspieler

#### 1986–1990
- Alexander Budkin (* 1986), Eishockeyspieler
- Wladislaw Fokin (* 1986), Eishockeytorwart
- Konstantin Frolov (* 1986), deutscher Schauspieler
- Jewgeni Katitschew (* 1986), Eishockeyspieler
- Jekaterina Scharmina (* 1986), Läuferin
- Iwan Uchow (* 1986), Hochspringer
- Wadim Berdnikow (* 1987), Eishockeyspieler
- Alexander Kaljanin (1987–2011), Eishockeyspieler
- Jekaterina Malyschewa (* 1987), Eisschnellläuferin
- Ilja Subow (* 1987), Eishockeyspieler
- Stanislaw Galimow (* 1988), Eishockeytorwart
- Anton Glinkin (* 1988), Eishockeyspieler
- Alexander Pal (* 1988), Schauspieler
- Andrei Popow (* 1988), Eishockeyspieler
- Dmitri Sajustow (* 1988), Eishockeyspieler
- Jewgeni Dadonow (* 1989), Eishockeyspieler
- Alexander Danilischin (* 1989), Eishockeytorwart
- Wera Opeikina (* 1989), Fußballschiedsrichterin
- Michail Paschnin (* 1989), Eishockeyspieler
- Jewgeni Rybnizki (* 1989), Eishockeyspieler
- Jewgenija Starzewa (* 1989), Volleyballspielerin
- Danila Alistratow (* 1990), Eishockeytorwart
- Anastassia Baryschnikowa (* 1990), Taekwondoin
- Jegor Dugin (* 1990), Eishockeyspieler
- Olga Fatkulina (* 1990), Eisschnellläuferin
- Denis Jarzew (* 1990), Judoka
- Konstantin Klimontow (* 1990), Eishockeyspieler
- Anton Lasarew (* 1990), Eishockeyspieler
- Asat Waliullin (* 1990), Handballspieler
- Wjatscheslaw Woinow (* 1990), Eishockeyspieler

### 1991–2000
- Anton Burdassow (* 1991), Eishockeyspieler
- Sergei Kusnezow (* 1991), Eishockeyspieler
- Xenia Perwak (* 1991), Tennisspielerin
- Wladislaw Kartajew (* 1992), Eishockeyspieler
- Jewgeni Kusnezow (* 1992), Eishockeyspieler
- Dmitri Schischkin (* 1992), klassischer Pianist und Komponist
- Sergei Schumakow (* 1992), Eishockeyspieler
- Nikita Nesterow (* 1993), Eishockeyspieler
- Nikolai Prochorkin (* 1993), Eishockeyspieler
- Maxim Schalunow (* 1993), Eishockeyspieler
- Jekaterina Alexandrowa (* 1994), Tennisspielerin
- Wassili Demtschenko (* 1994), Eishockeytorwart
- Jewgenija Kossezkaja (* 1994), Badmintonspielerin
- Waleri Nitschuschkin (* 1995), Eishockeyspieler
- Wiktor Poletajew (* 1995), Volleyballspieler
- Jekaterina Jefremenkowa (* 1997), Shorttrackerin
- Tatjana Minina (* 1997), Fechterin
- Jakow Trenin (* 1997), Eishockeyspieler
- Semjon Saizew (* 1999), Billardspieler